# Agrias triangularis
Agrias triangularis är en fjärilsart som beskrevs av Peter William Michael 1928. Agrias triangularis ingår i släktet Agrias och familjen praktfjärilar. Inga underarter finns listade i Catalogue of Life.